# 普通教育の思想・歴史・現在

## 定義
現時点で学術的に確定した定義はない。普通教育の根拠を子ども自身に求めるか、子どもの外に求めるかによって、普通教育の定義が大別される。
- 子ども自身に求める見地から定義するならば、普通教育とは「人間を人間として育成する社会的営み」と定義できる。
  - この見地はルソー（J.-J.Rousseau 1712~78）の教育思想に由来する。ルソーは、子どもには将来理性として結実する可能性を有する諸能力（感覚的理性）が存在しており、それらの成長・発達の内的法則を洞察し適切に指導することで、理性的判断力を有する人間を育成することができる、とした。
- 一方、普通教育の根拠を子どもの外に求める見地からは、普通教育は一般的には「職業にかかわりなく一般共通に必要な知識を与え教養を育てる教育」（『広辞苑』第5版）と理解されている。
  - このような定義は、フランス革命期のコンドルセ（M.J.A.N.deC.Condorset 1743~94）に由来する。コンドルセは、市民を育成する目的から、成人のための普通教育および青少年のための普通教育を論じた。

## 普通教育思想の展開
普通教育に関する主張は、欧米において19世紀初頭から資本主義の発展の中で上記二つの定義が現実には複雑に絡まりながら展開されていった。
イギリスでは、チャーティストが「われわれは普通教育制度を熱望する」（1833年）と表明した。また、国際労働者協会やその指導者達も一貫して普通教育の制度化を要求した
- 「国家の費用で普通教育をほどこすこと。この教育は、すべての児童にたいして平等であって、各個人が社会の自主的な成員として行動する能力をもつようになるまでつづけられる」（F.エンゲルス、1845年）
- 「（普通）教育は義務教育であるべきだという決議を躊躇なく採択してさしつかえない」（K.マルクス、1869年）

アメリカでは、ホレース・マン（1792〜1859）が普通教育制度を提唱し、コモンスクールを設立した。

## 日本における普通教育の歴史
日本では、明治前期、欧米からの影響もあって、前島密や福沢諭吉などが普通教育を論じた。また、自由民権運動とも結びついて普通教育論が展開された。
学制（1872年）以降、普通教育が法制化されていった
学制は中学校の教育目的を「普通ノ学科」、小学校の教育目的を「教育ノ初級」としたが、それ以降、大学の基礎教育としての「普通学科」もしくは「高等普通教育」と民衆教育としての「普通教育」という二重構造が形づくられていく。
1879年に制定された第一次教育令は小学校の教育目的を「普通教育」と規定した。制定過程における文部省原案は「人間普通欠ク可ラサルノ学科」であった。
教育令は1880年に改正されたが、「改正」理由は「普通教育ノ衰類ヲ挽回スルコト、焦眉ノ急ニ属スル」というものであった。その際、「修身」が首位教科に位置づけられた。
教育令改正と結びついて、文部省は1881年、「小学校教員心得」が出したが、そこには「小学教員ノ良否ハ普通教育ノ弛張ニ関シ普通教育ノ弛張ハ国家ノ隆替ニ係ル」と述べられていた。
1882年、文部省は全国の学務課長等を招集した学事諮問会において「普通教育ノ修業年限ハ小中学ヲ通シテ率ネ十二年トス」などの方針を提示した。
1886年制定の中学校令は中学校の教育目的を「高等普通教育」とした。
大日本帝国憲法、教育勅語の制定を受けて1890年、小学校令が改定されたが、これまで教育目的とされていた「普通教育」は削除され、「国民教育」に換えられた。
1891年、江木千之普通学務局長は「帝国小学教育ノ本旨」と題する演説において「国民教育」を「国家の特性」に対応する教育と説明し、その教育を全国に普及するという意味において「普通教育」であると述べた。
小学校令からは「普通教育」という用語は消滅したが、中学校令などには「高等普通教育」という語句がその後も用いられていった。また、「普通教育」という語句を冠する新聞、著書等が発行されていった。
沢柳政太郎は1909年、『実際的教育学』において「教育学がその研究対象とする教育の範囲は学校教育中の普通教育に限定したい」と主張した。また、澤柳は1927（昭和2）年、「小学校教育即ち初等普通教育は国民一般の教育」とした上で、「中産階級の勢力は偉大なものであるから、之が教育の重要なことは云ふまでもない」としてその教育を「中等普通教育」と呼んでいる。
帝国教育会は1909年、『普通教育制度年表（増補改訂版）』を発行した。
1932年、大日本学術協会『日本教育行政法論』（『教育学術界』収録）は、第5章を「初等普通教育論」、第6章を「高等普通教育論」に充てている。
1941（昭和16）年に制定された国民学校令は国民学校の教育目的を「皇国ノ道ニ則リテ初等普通教育ヲ施シ、国民ノ基礎的錬成ヲ為スヲ以テ目的トス」（第1条）とし「初等普通教育」という文言を法令用語としてはじめて用いた。
1939年、岩波書店『教育学辞典』に、石川謙・船越源一署名の「普通教育」の項目が置かれた。「意義」「分類」「教科目とその沿革」「外国における普通教育の教科目」から構成されている。そこでは、普通教育の思想の生成をコメニウス、ルソーなどの名前と結びつけながら、普通教育の定義について「一義的に説明することは困難であるが、最も重要なる基底に於て、この語は、一般陶冶の観念に関連する。人たる誰にも共通に且つ先天的に具有するものであり、又、これ有るが故に人が人たることを得る筈の本質たる所の、精神的身体的な諸機能を充分に且つ調和的に発達せしめる目的の教育を、一般陶冶と呼ぶのである。かかる意味での一般陶冶を目的とする、如何なる身分、如何なる職業に就くものにも共通に必要であるから、名づけて普通教育と唱えるのである。」と説明している。この記述は戦後、文部省の普通教育解釈に採用されている。

## 日本国憲法における普通教育概念
1946年に公布された日本国憲法に「普通教育」という用語が用いられた。第26条第2項は次のように定めている。
「すべて国民は、法律の定めるところにより、その保護する子女に普通教育を受けさせる義務を負ふ。義務教育は、これを無償とする。」
憲法に用いられている「普通教育」という用語は「憲法の指導精神」（佐藤達夫政府委員）と深く結びついたものであった。そこには、戦前の教育に対する根本的な反省、普通教育概念に関する歴史的認識、わが国の明治以降の普通教育についての歴史認識等が含意されていた。
憲法における普通教育概念の意義を総括的に言うならば、憲法の基本理念と密接に結びついていること、第26条第1項の広義の「教育」概念と区別されていること、親に限らずすべての国民がすべての子ども（理念上は幼児期から１８歳まで、学校の設置者の区別なく）に対して普通教育を受けさせる義務を負っているとされていること、その普通教育（義務教育という場合の教育は普通教育）は無償であること（授業料に限定されない）、などである。

## 教育基本法制定以降の普通教育

### 教育基本法
日本国憲法の基本理念および第26条全体の精神を具体化するものとして、1947年に教育基本法が制定された。教育基本法は、前文、教育の目的、方針、機会均等、学校教育、男女共学、社会教育、政治教育、宗教教育、教育行政から構成されている。それぞれの条文は基本的には憲法第26条全体すなわち普通教育およびそれを含む広義の教育の両面から規定されている。
普通教育に即して言えば、全条文が憲法理念と結びついていること、前文で「人間の育成」が位置づけられていること、など積極的な意義を有する。同時に、義務年限が９年に限定されていること、「無償」概念が「授業料不徴収」に制約されており、しかも私学に及んでいないこと、など限界を有していた。
教育基本法における「普通教育」概念の定義について、文部省は「普通教育とは、人たる者にはだれにも共通に且つ先天的に備えており、又これある故に人が人たることを得る精神的、肉体的諸機能を十分に、且つ調和的に発達せしめる目的の教育をいうのである。（中略）このように普通教育は人たるものすべてに共通に必要な教育であり、人たるものだれもが一様に享受しうるはずの教育である」（『教育基本法の解説』、文部省教育法令研究会著、国立書院、1947年）としている。この定義は「教育基本法制定当時の行政解釈」とされている（文部省大臣官房総務課『教育基本法関係資料集』第2集、1975年）
1947年に制定された教育基本法、学校教育法は、日本国憲法とともに、戦後の教育の発展に及ぼした意義はきわめて大きい。

### 学校教育法
この教育基本法のもとに、1947年、学校教育法が制定された。そこでは、とくに小学校、中学校、高等学校の教育目的が、子どもの発達段階に沿って「初等普通教育」、「中等普通教育」、「高等普通教育及び専門教育」とされた。
学校教育法はその制定過程から言って、戦後理念の具体化という性格が不十分であり、戦前の教育制度の連続性が強く残っている。とりわけ、高等学校の教育目的である「高等普通教育及専門教育」については、戦前の中等学校令の枠組みを残したものである。普通教育は、本来、基本的な職業教育を包含しているものであり、そういう観点から、高等学校の目的を、高等学校段階の普通教育として（これを「高等普通教育」と称することの当否もある）明確にしていくという議論が不徹底であった。

### 新教育指針
戦後、憲法制定過程と並行して、文部省は戦後教育の理念を提示するために「新教育指針」を作成した。そこでは「教育とは人間を人間らしく育てあげること」という基本理念が簡潔に示されている。この場合の教育理念は普通教育の理念とほぼ重なると言えよう。この理念は同時に「個性尊重の教育」として位置づけられ、教育における個性と人間性の関係が教育学的見地から記述されている。

### 学習指導要領の作成と普通教育
1947年3月、文部省は『学習指導要領一般編（試案）』という著作物を発行した。それは「序論」「第1章　教育の一般目標」「第2章　教科過程」「第3章　学習指導法の一般」「第4章　学習結果の考査」という構成に見るように全般的なものであった。とくに「教育の目標」に関しては憲法、教育基本法および学校教育法が定める教育理念・目的・目標との関連が希薄で、「国民一般の教育」と「児童の生活」からいわば二元論的に規定された。
戦前の「学科程度」等と比べてはるかに広い分野にわたり、しかも文部省の意向を直接に反映させることができる「学習指導要領」は、その後、学校教育法施行規則において「教育課程の基準」として法制的に位置づけられることになり、戦後教育課程政策の根幹が確立することになった。戦後教育理念と「学習指導要領」体制との二元的構造ができあがり、現実の教育課程は事実上学習指導要領によって統制されていくことになる。この事実をどのように評価するかは今日のわが国の教育現実を見る上で重要なポイントとなる。

### 普通教育偏向是正政策
サンフランシスコ単独講和条約締結に伴い首相の私的諮問機関である政令改正諮問委員会は1951年11月、「教育制度の改革に関する答申」を出した。普通教育史との関連で言えば、この答申は早くも「国情」に合わせるという見地から、「普通教育を偏重する従来の制度を改める」と憲法・教育基本法に示された教育理念を後退させる方向を打ち出した。
1952年10月、日本経営者団体連盟も「新教育制度について産業人の立場よりこれをみるに社会人としての普通教育を強調する余りこれと並び行われる職業力至産業教育の面が著しく等閑に付されて」いると提言している。具体的には小学校のみを「初等普通教育」とし、中学校については「普通教育に重点をおくもの」と「職業教育に重点をおくもの」とに分け、さらに中学校と高等学校を併せた6年制の農工商等の職業教育み重点をおく「高等学校」の設置を提起している。
中央教育審議会は1953年、最初の答申「義務教育に関する答申」を出した。この答申は、あたかも「義務教育」という独自の教育理念・目的があるかのような見地に立って、「普通教育」という用語を事実上死語化させている。この見地はその後の文部省の教育政策を規定することになる。
1958年改訂以降、学習指導要領は従来の文部省著作物から「法的な拘束性を有する」官報告示文育とされた。
この改訂を機に「道徳の時間」が導入された。「道徳の時間」の「目標」には教育基本前文の「普遍的にしてしかも個性豊かな文化」という文言のうち、人間性を意味していた「普遍的にして」という語句が削除され、「個性豊かな文化」だけが引用されている。ここには教育基本法の理念を戦前的なものに転換させる意図が表れていた。

### 国民教育運動のたかまりと「普通教育」
1950年代終わりから60年代にかけて、安保条約の改定と結びついた教育政策の反動化が進む中で「国民教育の危機」が自覚されていった。このなかで、「国民教育」という言葉が教育運動のレベルでも教育学研究のレベルでも強調されるようになった。その経過の中で結果として「普通教育」への関心が後退していった。

### 「ゆとり」政策と普通教育
1977年の教育諌程審議会答申は「ゆとりの時間」の導入を提起した、以来、いわゆる「ゆとり」政策はエスカレートしながら今日にまで及んでいる。この政策は、競争原理・能力主義を基本とする教育政策の結果として惹起された「勉強嫌い」教育荒廃などを逆手に取りながら、今日では、学習指導要領上、「教科」領域とは別に「総合的な学習の時間」など教科外の時間を拡大し、「教科」の時間ではひきつづき詰め込み主義を基本としながら、教科外の時間で「個性」や「体験」「支援」の名のもとに教育上の指導を軽視する政策のことである。そこでは、すべての子どもを「人間として」育成するという普通教育の理念は放棄されている。「危機的」と言われる今日の状況はこの「ゆとり」政策と無関係ではない。

### 「個性重視の原則」と普通教育
1985年に設置された臨時教育審議会は「個性重視の原則」を教育改革の基本原則とした。この場合の「個性」とは教育基本法の基本理念に言う「普遍的にして個性豊かな文化」のうち、「普遍的文化」より「個性的文化」を重視するということである。また「個性」についても、学校や国家にも「個性」があるとし、その「個性」発揮のための社会原理として国家主義的な方向を強く押し出した。その意味で憲法・教育基本法の解釈改悪の方向を打ち出したと言える。このことは、直接的に、普通教育の理念の戦前的な転換を要請するものであった。

### 子どもの権利条約と普通教育
ユネスコ（国連教育科学文科機関）は1989年「子どもの権利条約」を採択した（日本政府1994年批准）。その第29条（教育の目的）の第1項は最初に「子どもの人格、才能ならびに精神的および身体的能力を最大限可能なまでに発達させること」としており、これは普通教育の理念を言い表したものに他ならない。国際的には「人間を人間として育成していく」という普通教育の理念の方向に進んでいると言えよう。

## 教育基本法等の改定と普通教育
2006年12月、教育基本法が改定された。改定の主眼は教育理念を「人間の育成」から「国民の育成」に転換させることにあった。改定教育基本法は第1章を「教育の目的及び理念」としたうえで、第1条（教育の目的）で「教育は・・・国民の育成を期して行わなければならない」であると定めている。このことは「普通教育」の理念や目的の転換を意味していた。
改定教育基本法は、第5条（義務教育）で「国民は、その保護する子に、別に法律の定めるところにより、普通教育を受けさせる義務を負う」としながらも、第2条で「義務教育として行われる普通教育は、各個人の有する能力を伸ばしつつ社会において自立的に生きる基礎を培い、また、国家及び社会の形成者として必要とされる基本的な資質を養うことを目的として行われるものとする」と規定している。普通教育のうちのある期間が義務制、ということではなく、「義務教育」のもとに普通教育が位置づく、という関係になった。
教育基本法の改定につづいて、学校教育法も大幅に改定され、各学校の教育目的及び教育目標も変えられることになった。まず、中学校の教育目的が「義務教育として行われる普通教育」とされ、それに準じて小学校の教育目的が「義務教育として行われる普通教育のうち基礎的なもの」とされ、さらに高等学校は「高度な普通教育及び専門教育」に改められた。これまでの子どもの発達段階的区分が改められ、中学校までの「義務教育として行われる普通教育」と高等学校における「高度な普通教育及び専門教育」との間に溝ができることになった。これをうけてそれぞれの学習指導要領等が改訂されていくことになる。

## 普通教育の課題
- 教育基本法が「改正」された今日、日本国憲法第26条第2項の存在意義があらためて重要になっている。日本国憲法の理念に基づく普通教育を具体化する国民運動を広めていくことが今後の重要な課題となっている[要出典]。
- 普通教育概念は理念・目的をはじめ教育諌程、内容、方法、制度、財政、政策、運動、歴史などから構成される包括的な概念である。その全面的具体化が図られねばならない[要出典]。
- 普通教育に関する国際的動向、とりわけ「子どもの権利条約」の全面的実現と合わせた具体化が求められる[要出典]。
- 教育内容・教育方法に関しても、学習指導要領体制の抜本的改革をはじめ、一斉授業方式など伝統的な教育方法や競争原理・能力主義に基づく教育方法等を克服し、子どもたち相互が教師の指導のもとで学びあい・助け合う学習形態、教育方法等を基本とすること[要出典]。
- 今日、障害児教育、不登校、職業教育、ホームスクーリングなどの分野から普通教育への関心が広がっている。普通教育の内実を深め、さまざまな運動と共同していくことが求められている[要出典]。
- さまざまな文化・教育・芸術・スポーツ関係団体、地方公共団体、教育委員会、地域社会、家庭もまた普通教育の理念・目的を共有しつつ、それぞれの立場から普通教育の実現に関与し、かつ相互に協力・共同できるシステムを構築することが求められている[要出典]。

## 普通教育の英語表記
日本教育学会教育学学術用語研究委貝会編『教育学学術用語集』（1996年）によれば、common educationを筆頭に、universal education、general educationが掲げられている。学問や教養の一般的基礎としてのgeneralではなく、個性的であると同時に普遍的であるという意味において、common educationが、英語表記としてはより適切であると思われる。